# Baron Gautsch (schip, 1908)
De Baron Gautsch was een Oostenrijks-Hongaars passagiersschip met een lengte van 84,5 meter en een breedte van 11,64 meter, vernoemd naar de drievoudig Oostenrijkse minister-president Paul Gautsch von Frankenthurn. Het werd gebouwd in 1908 door Gourlay Brothers & Co. Ltd., Dundee, die kort daarna failliet ging. Het was opgebouwd uit vier dekken.
Het schip volgde op 13 augustus 1914 haar gebruikelijke route tussen Triëst en Kotor toen het voor de westkust van Istrië, Kroatië, nabij Rovinj, op een zeemijn liep en binnen 10 minuten zonk naar een diepte van 42 meter. 240 mensen kwamen hierbij om, slechts enkelen overleefden de ramp.

## Duiksport
Haar wrak is opmerkelijk goed bewaard gebleven en is vandaag de dag een populaire trekpleister voor sportduikers. Het staat ook bekend onder de naam "Titanic van de Adriatische Zee".